# Toán học Ấn Độ
Toán học Ấn Độ phát triển trên tiểu lục địa Ấn Độ từ 1200 TCN cho đến cuối thế kỷ 18. Trong thời kỳ cổ điển của toán học Ấn Độ (400 đến 1200), những cống hiến quan trọng được tạo ra bởi các học giả như là Aryabhata, Brahmagupta và Bhaskara II. hệ thống số dùng hệ thập phân được sử dụng ngày nay được ghi nhận đầu tiên trong toán học Ấn Độ. Toán học Ấn Độ có những cống hiến sớm trong nghiên cứu về số 0 như là một con số, số âm, số học và đại số. Thêm vào đó, lượng giác cũng đã phát triển tại Ấn Độ. Cụ thể, nền toán học này đã đưa ra những khái niệm hiện đại của sin và cosin. Những khái niệm toán học này đã được chuyển dịch đến Trung Đông, Trung Quốc và châu Âu và được phát triển xa đã định hình ra nhiều lĩnh vực của toán học ngày nay.
Những công trình toán học Ấn Độ thời cổ đại và trung cổ, đều được viết trong tiếng Phạn, thường bao gồm sutra trong một tập hợp của các quy tắc và vấn đề được xác định với một cơ cấu tốt trong thơ nhằm để hỗ trợ việc ghi nhớ bởi một học sinh. Điều đó được theo bởi một nhóm thứ hai bao gồm một bài bình luận bằng văn xuôi (thỉnh thoảng là những bình luận phức tạp được đưa ra bởi các học giả) giải thích vấn đề bằng nhiều chi tiết hơn và cung cấp sự biện hộ cho giải pháp của vấn đề đó. Trong phần văn xuôi này, cấu trúc (và vì thế sự ghi nhớ hóa của nó) không được xem xét là quá quan trọng như là các ý tưởng ở trong đó. Tất cả các công trình toán học đều được truyền miệng cho đến khoảng 500 TCN. Sau đó, chúng được truyền từ người này sang người khác bằng miệng và văn bản. Văn bản toán học mở rộng lâu đời nhất được sáng tác ở trên tiểu lục địa Ấn Độ là Bản Bakhshali viết trên vỏ cây cáng lò, được khám phá vào năm 1881 tại một ngôi làng tại Bakhshali, gần Peshawar (Pakistan hiện nay). Văn bản này có thể có niên đại vào thế kỷ 7.
Một bước ngoặt sau đó trong toán học Ấn Độ là sự phát triển của việc mở rộng theo chuỗi cho các công thức lượng giác (sin, cosin và arc tangent) bởi các nhà toán học của trường phái Kerala trong thế kỷ 15. Sự phát triển đáng chú ý này, được hoàn thành hai thế kỷ trước khi châu Âu phát minh ra calculus, cung cấp cái được xét như là ví dụ đầu tiên của một chuỗi năng lực (tách ra từ chuỗi hình học). Tuy nhiên, họ không công thức hóa một lý thuyết mang tính hệ thống của đạo hàm và tích phân, hoặc là không có băng chứng trực tiếp nào của kết quả của họ được truyền ra bên ngoài Kerala.

### Các cuốn sách viết bằng tiếng Phạn
- Keller, Agathe (2006), Expounding the Mathematical Seed. Vol. 1: The Translation: A Translation of Bhaskara I on the Mathematical Chapter of the Aryabhatiya, Basel, Boston, and Berlin: Birkhäuser Verlag, 172 pages, ISBN 3-7643-7291-5.
- Keller, Agathe (2006), Expounding the Mathematical Seed. Vol. 2: The Supplements: A Translation of Bhaskara I on the Mathematical Chapter of the Aryabhatiya, Basel, Boston, and Berlin: Birkhäuser Verlag, 206 pages, ISBN 3-7643-7292-3.
- Neugebauer, Otto; Pingree (eds.), David (1970), The Pañcasiddhāntikā of Varāhamihira, New edition with translation and commentary, (2 Vols.), Copenhagen {{Chú thích}}: |last2= có tên chung (trợ giúp).
- Pingree, David (ed) (1978), The Yavanajātaka of Sphujidhvaja, edited, translated and commented by D. Pingree, Cambridge, MA: Harvard Oriental Series 48 (2 vols.) {{Chú thích}}: |first1= có tên chung (trợ giúp).
- Sarma, K. V. (ed) (1976), Āryabhaṭīya of Āryabhaṭa with the commentary of Sūryadeva Yajvan, critically edited with Introduction and Appendices, New Delhi: Indian National Science Academy {{Chú thích}}: |first1= có tên chung (trợ giúp).
- Sen, S. N.; Bag (eds.), A. K. (1983), The Śulbasūtras of Baudhāyana, Āpastamba, Kātyāyana and Mānava, with Text, English Translation and Commentary, New Delhi: Indian National Science Academy {{Chú thích}}: |last2= có tên chung (trợ giúp).
- Shukla, K. S. (ed) (1976), Āryabhaṭīya of Āryabhaṭa with the commentary of Bhāskara I and Someśvara, critically edited with Introduction, English Translation, Notes, Comments and Indexes, New Delhi: Indian National Science Academy {{Chú thích}}: |first1= có tên chung (trợ giúp).
- Shukla, K. S. (ed) (1988), Āryabhaṭīya of Āryabhaṭa, critically edited with Introduction, English Translation, Notes, Comments and Indexes, in collaboration with K.V. Sarma, New Delhi: Indian National Science Academy {{Chú thích}}: |first1= có tên chung (trợ giúp).